# Headstamp
Headstamp é a designação na língua inglesa dos identificadores estampados na parte inferior de um estojo de cartucho de arma de fogo. Geralmente informa quem fabricou o estojo. Se for de uso civil, muitas vezes também informa o calibre; se for de uso militar, o ano de fabricação é frequentemente adicionado.

## Estilos
Esses são os principais estilos de headstamps:

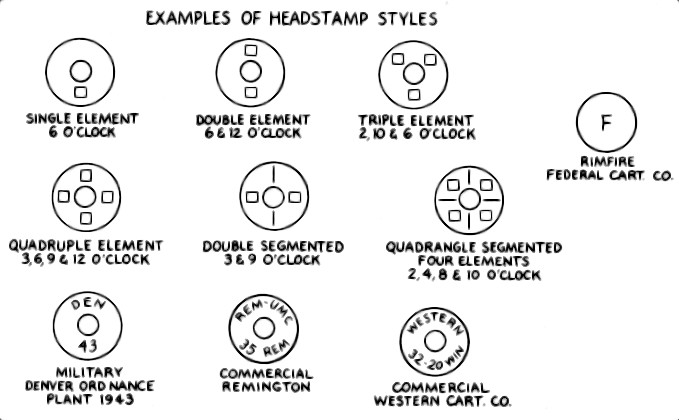